# كونزية ملتبسة
كونزية ملتبسة (الاسم العلمي:Kunzea ambigua) هي نوع من النباتات تتبع جنس الكونزية من فصيلة الآسية. تم وصف هذا النوع من النبات علمياً لأول مرة من قبل جورج كلاريدج دروس وجيمس إدوارد سميث سنة 1917.